# Seznam letalskih asov prve svetovne vojne
Seznam letalskih asov prve svetovne vojne je urejen po državah.

## Seznami
- seznam avstro-ogrskih letalskih asov prve svetovne vojne
- seznam belgijskih letalskih asov prve svetovne vojne
- seznam francoskih letalskih asov prve svetovne vojne
- seznam indijskih letalskih asov prve svetovne vojne
- seznam italijanskih letalskih asov prve svetovne vojne
- seznam nemških letalskih asov prve svetovne vojne
- seznam ruskih letalskih asov prve svetovne vojne
- seznam ameriških letalskih asov prve svetovne vojne
- seznam letalskih asov Združenega kraljestva prve svetovne vojne